# Cataclysmisch variabele ster

Een niet-magnetische, cataclysmische variabele. Een witte dwerg trekt materie aan van zijn rochelobvullende compagnon.

Cataclysmische variabele sterren (CV) zijn sterren die onregelmatig een grote toename in lichtkracht vertonen, om dan weer terug te vallen in hun sluimerende toestand. Oorspronkelijk werden ze nova genoemd, aangezien de sluimerende sterren tijdens een uitbarsting opvielen met het blote oog en dus werden aangezien voor nieuwe sterren.
Cataclysmisch variabele sterren zijn interagerende dubbelsterren die uit twee componenten bestaan; primair een witte dwerg en een compagnonster die zijn massa verliest aan de dwerg. De sterren bevinden zich zo dicht bij elkaar dat de zwaartekracht van de witte dwerg haar compagnon vervormt en materie er vanaf trekt. Deze aangetrokken materie, welk meestal veel waterstof bevat, vormt in de meeste gevallen een accretieschijf om de witte dwerg. Deze schijf straalt vaak sterke UV-straling en röntgenstraling uit.
Materie in de binnenste cirkel van de accretieschijf komt op het oppervlak van de witte dwerg terecht (die ook wel vampierster genoemd wordt). Een klassieke nova vindt plaats zodra de dichtheid en temperatuur op de bodem van de aangetrokken waterstoflaag hoog genoeg zijn, waarna een kernfusieproces op gang komt, waardoor de waterstoflaag snel wordt omgezet in helium. Als het aantrekken van materie lang genoeg duurt om de witte dwerg naar de Chandrasekhar-limiet te brengen, kan de toegenomen interne dichtheid een koolstoffusie veroorzaken en daarmee een type 1a supernova creëren.
De accretieschijf kan een instabiliteit vertonen wat een dwergnova kan produceren. Dit gebeurt wanneer het buitenste gedeelte verandert van een koele, rustigere toestand naar een hetere, heftigere, om dan weer naar de rustigere toestand te vervallen. Dwergnovae kunnen plaatsvinden op een tijdschaal van dagen tot decennia.

## Classificatie
Cataclysmisch variabele sterren worden onderverdeeld in een aantal kleinere groepen, vaak genoemd naar een heldere prototype ster van de groep. In sommige gevallen is het magnetisch veld van de witte dwerg sterk genoeg om het binnenste van de accretieschijf te ontregelen of zelfs de vorming ervan helemaal te voorkomen. Magnetische stersystemen vertonen veelal sterke en veranderlijke polarisatie in hun zichtbaar licht. Deze vertonen vaak kleine amplitude helderheidsfluctuaties, wat kan worden verklaard door de omlooptijd van de rotatie van de witte dwerg.
| Z Camelopardalis-sterren | Tijdelijke pauze op een bepaald helderheidspunt onder hun maximum.        |
| SU Ursae Majoris-sterren | Vertonen extra grote uitbarstingen die helderder dan het gemiddelde zijn. |
| SS Cygni-sterren         | Hebben uitbarstingen van twee verschillende periodes.                     |

| AM Herculis-variabele sterren zijn dubbelsterren waar het magnetisch veld van de witte dwerg de rotatie van de dwerg gelijk heeft gesteld met de omlooptijd van het dubbelster systeem. Materie van de begeleider ster wordt magnetisch aangetrokken in plaats van een accretieschijf te vormen. |
| DQ Herculis-variabele sterren, of intermediaire polars, hebben een iets zwakker magnetisch veld dan de AM Herculis reeks, ze hebben een accretieschijf, maar de structuur hiervan wordt door het magnetisme gevormd.                                                                             |

Er zijn meer dan 1600 cataclysmische variabelen bekend. Deze catalogus is op 1 februari 2006 bevroren hoewel er elk jaar meer worden ontdekt.

## Ontdekking
Cataclysmisch variabele sterren zijn een van de groepen die door amateurastronomen het vaakst worden ontdekt, aangezien deze tijdens hun uitbarstingen met relatief simpele apparatuur kunnen worden gespot. Ook zijn ze met weinig anders te verwarren, behalve dan met planetoïdes die van nacht tot nacht een duidelijke verplaatsing laten zien.
Het verifiëren dat het om een cataclysmische variabele gaat is ook makkelijk te doen: het zijn veelal duidelijk blauwe objecten, die een snelle en flinke veranderlijkheid hebben en ongewone spectraallijnen vertonen. Ze zenden UV-licht en röntgenstraling uit, ook verwacht men dat ze gammastraling uitstralen. Dit is echter nog niet aangetoond.
Er worden rond de zes novae per jaar ontdekt, terwijl modellen gebaseerd op de observatie van andere sterrenstelsels suggereren dat het er tussen de 20 en 50 zouden moeten zijn. Deze discrepantie komt deels door verhullend interstellair stof en deels door een tekort aan waarnemingen op het zuidelijk halfrond. Ook is het moeilijk observaties als deze te doen wanneer de zon schijnt, er volle maan is of tijdens een bewolkte hemel.